# Cratere Amma
Amma è un cratere sulla superficie di Rea.